# Henrique I del Congo
Henrique I del Congo (... – 1568) è stato un re congolese.
Fu sovrano del Regno di Kongo dal 1567 al 1568 e l'ultimo della dinastia Lukeni kanda. Come il suo predecessore Bernardo I, Henrique morì durante una campagna alle frontiere del regno. Fu ucciso mentre combatteva contro i BaTeke del Regno Anziku.